# 銅英勇勳章
銅英勇勳章（英語：Medal for Bravery (Bronze)，縮寫MBB）是香港授勳及嘉獎制度的其中一種勳章。自1998年起開始頒授。獲頒授銅英勇勳章的人士英勇過人，殊堪嘉許。

## 授勳名單

### 1998年
- 何鳳翔先生，MBB
- 岑廣浩先生，MBB
- 馬信康機長，MBB（Capt. Trevor Keith MARSHALL, M.B.B.）
- 鄧成東機長，MBB

### 1999年
- Mr. Andrew Grant McCORMACK，MBB
- 曾兆平先生，MBB
- 鄺麗妍女士，MBB

### 2000年
- 王志輝先生，MBB
- 高立華機長，MBB（Captain Barry Kevin COLLIER, M.B.B.）
- 陳文狄先生，MBB
- 鄭家華先生，MBB
- 許俊傑先生，MBB
- 麥景洋先生，MBB
- 馮大光先生，MBB
- 盧樹俊先生，MBB

### 2001年
- 黃淑華女士，MBB
- 楊惠娟女士，MBB
- 鄺均明先生，MBB

### 2003年
- 丁沛東機長，MBB
- 陳家陶機長，MBB
- 馮熠榮先生，MBB
- 繆旭峰先生，MBB

### 2004年
- 鄧成東機長，MBB
- 蔡照明先生，MBB，GMSM
- 李健祥先生，MBB
- 王俊邦機長，MBB
- 陳志培機長，MBB
- 曾仲斌先生，MBB
- 楊廣武先生，MBB

### 2007年
- 李健祥先生，MBB
- 鄭家華先生，MBB
- 吳蔚昌先生，MBB
- 李振池機長，MBB
- 李國良先生，MBB
- 林德勤機長，MBB
- 林龍坤先生，MBB
- 袁耀強機長，MBB
- 梁敏超機長，MBB
- 黃耀康機長，MBB

### 2008年
- 張華沃先生，MBB

### 2009年
- 陳樹基先生，MBB

### 2014年
- 鄧成東機長，MBB
- 葉偉雄機長，MBB

### 2015年
- 呂鵬雄先生，MBB
- 曾志浩先生，MBB

### 2016年
- 朱偉文先生，MBB
- 吳志雄先生，MBB
- 周偉航先生，MBB
- 陳俊彥先生，MBB
- 陳炳成先生，MBB
- 陳豪峯先生，MBB
- 陳顯基先生，MBB

### 2017年
- 梁瑋江先生，MBB
- 方齊全先生，MBB
- 李偉明先生，MBB
- 張錦全先生，MBB
- 梁景然先生，MBB
- 陳永倫先生，MBB
- 楊少峯先生，MBB
- 廖黃宗先生，MBB
- 蘇永坤先生，MBB

### 2018年
- 陳兆基先生，MBS[註 1]
- 曾志浩先生，MBB
- 黃耀康機長，MBB
- 霍偉豐先生，MBB，GMSM
- 李　巍先生，MBB
- 李錫熙先生，MBB
- 廖貴興先生，MBB
- 蔡澤民先生，MBB
- Mr. Zachary Brian ROLFE，MBB

### 2019年
- 李觀發先生，MBB
- 胡君權先生，MBB
- 張文浩先生，MBB
- 張家和先生，MBB
- 郭嘉和先生，MBB
- 覃文傑先生，MBB
- 鄭銳國先生，MBB

### 2020年
- 文冠新先生，MBB
- 胡瑞傑先生，MBB
- 韋子彥先生，MBB
- 馬啟安先生，MBB
- 張歷恆先生，MBB
- 梁啟業先生，MBB
- 曾志安先生，MBB
- 黃家倫先生，MBB

### 2021年
- 何思駿先生，MBB
- 吳凱健先生，MBB
- 梁志恒先生，MBB
- 莊小龍先生，MBB

### 2023年
- 何兆輝先生，MBB
- 李英傑先生，MBB
- 曾寶霆先生，MBB

### 2025年
- 文雪良先生，MBB
- 何沅桐女士，MBB
- 周沚諭先生，MBB